# Snefrid
Snefrid is een compositie van de Deense componist Carl Nielsen. Het is muziek geschreven bij een melodrama onder dezelfde titel, geschreven door de Deen Holger Drachmann. Het toneelstuk werd opgevoerd in het Dagmar Theater in Kopenhagen. Uit de muziek distilleerde hij een instrumentale suite bestaande uit vijf delen:
1. Forspil (prelude)
2. Andante quasi sostenuto
3. Efterspil (postlude); allegro non troppo
4. Snefrids søvn (Snefrid’s slaap); andante – quasi allegretto – andante
5. Sørgemusik (begrafenismuziek): Andante sostenuto.

De muziek van Nielsen in die tijd bevond zich op de scheidslijn tussen muziek componeren volgens zijn opleiding en muziek componeren in zijn eigen stijl.

## Tijdbalk
Nielsen kreeg de opdracht tot levering van de muziek in januari 1893, door de leider van een theater in Kopenhagen. Nielsen leverde vijf instrumentale deeltjes op, doch het toneelstuk belandde in de la. Nielsen kreeg daardoor ook geen cent. Nielsen heeft vier delen van het oorspronkelijke vijftal zelf tijdens een concert uitgevoerd en wel op 10 april 1894. In 1897 kwam er nog een voorleesversie van het toneelstuk, waarbij Nielsen opnieuw muziek leverde, maar dan in kleinere vorm. Het toneelstuk Snefrid kreeg pas haar volledige uitvoering op 1 november 1899 en opnieuw leverde Nielsen muziek, nu uitgebreider dan zijn eerste versie. Uitvoering was in het Dagmar Theater. Na dertien uitvoeringen verdween Snefrid van het podium om tot nu toe (2008) daar niet meer te verschijnen. De muziek werd destijds positief ontvangen, maar verdween met toneelstuk in de la. Het is pas in de 21e eeuw gedrukt bij een herziening van de Nielsen-catalogus.

## Bron en discografie
- Uitgave Dacapo, Deens Radio Symfonieorkest o.l.v. Thomas Dausgaard
- vermelding Snefrid, Nielsen:
- Vermelding Snefrid, Drachmann: [dode link]